# Batrachochytrium salamandrivorans
Batrachochytrium salamandrivorans, in wissenschaftlichen Veröffentlichungen häufig Bsal, zur Unterscheidung vom Chytridpilz (Batrachochytrium dendrobatidis, Bd), in populärwissenschaftlicher Literatur und Publikumsmedien auch Salamanderfresser oder Salamanderpest, ist ein pathogener Pilz der Klasse Chytridiomycetes. Er ist der nächste Verwandte des Chytridpilzes und neben ihm der zweite beschriebene Pilz der Gattung Batrachochytrium. Deutschland gilt als „Bsal-Hotspot“ mit über 50 Nachweisen in der Eifel, dem Ruhrgebiet und Bayern (Stand 2020).
Das Herkunftsgebiet von Batrachochytrium salamandrivorans ist Asien, der Pilz ist in Japan, China und Südostasien weit verbreitet und kommt dort seit Jahrmillionen vor. Die dort heimische Amphibienfauna konnte sich über einen langen Zeitraum auf die Gegenwart des Erregers einstellen, infizierte Amphibien zeigen dort keine Krankheitssymptome. Batrachochytrium salamandrivorans ist wahrscheinlich mit dem internationalen Amphibienhandel in die Niederlande eingeschleppt worden. Für die europäischen Schwanzlurche ist der Erreger neu und die Immunantwort unzureichend.
Im Unterschied zum Chytridpilz befällt Batrachochytrium salamandrivorans vorwiegend Schwanzlurche, eine Infektion führt zu umfangreichen Hautläsionen und zum raschen Tod der Tiere. In den Niederlanden und Belgien sind die Populationen des Feuersalamanders seit 2010 zusammengebrochen. Die Rückgänge liegen landesweit bei mehr als 95 Prozent, der Feuersalamander gilt jetzt in den Niederlanden als akut vom Aussterben bedroht. Auch in Deutschland ist es zu Massensterben von Feuersalamandern gekommen, zuletzt Anfang 2018 im Raum Essen. Es besteht die Sorge, dass die weitere Verbreitung von Batrachochytrium salamandrivorans weltweit zur Bestandsgefährdung und zum Aussterben zahlreicher Arten von Schwanzlurchen führen wird.

## Beschreibung

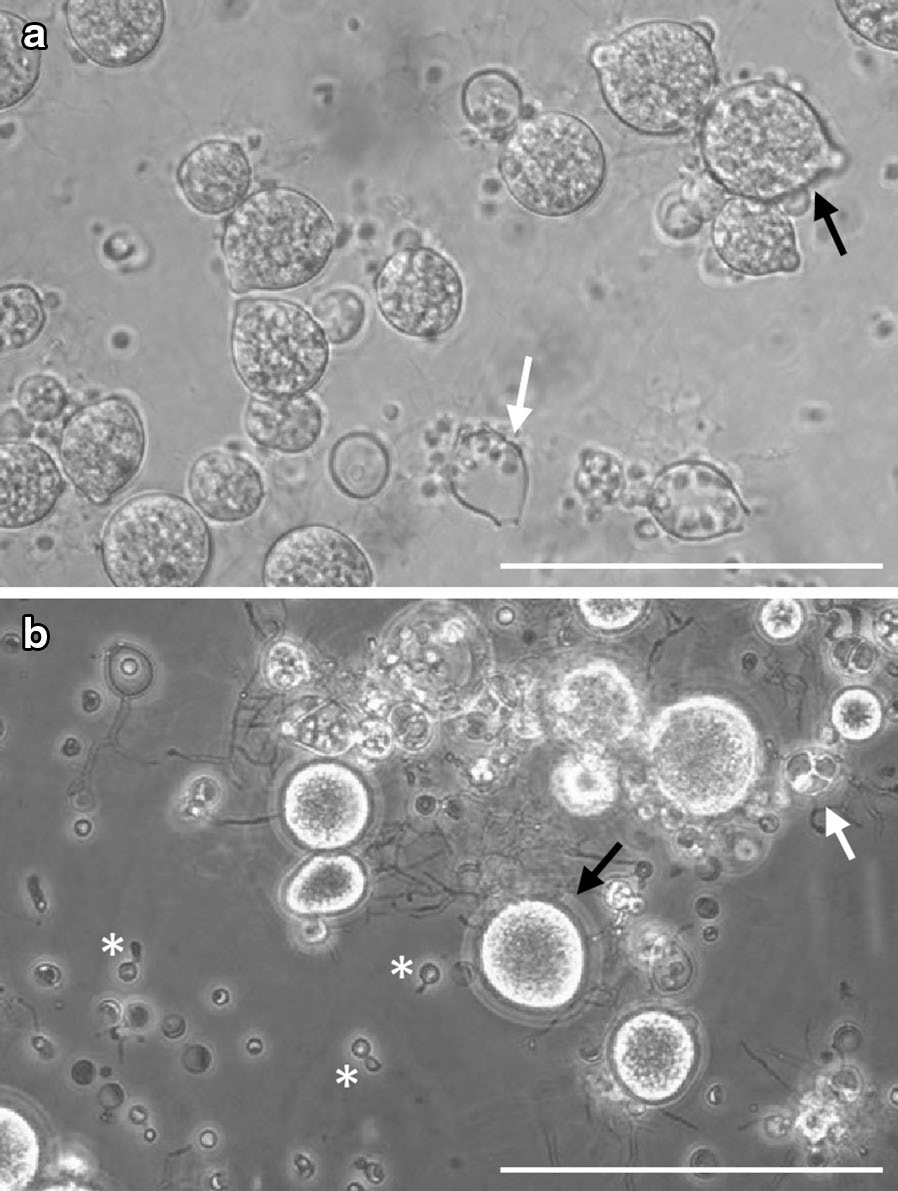
Morphologie beider Arten von Batrachochytrium in vitro, Maßstab 100 μm

Batrachochytrium salamandrivorans bildet in vitro in der Regel monozentrische Thalli, gelegentlich auch Kolonien. An den Thalli bilden sich Keimschläuche, an deren Spitze ein Sporangium mit etwa 16 bis 50 Mikrometern Durchmesser (durchschnittlich etwa 28 Mikrometer) sitzt. Die Rhizoide sind dünn und fadenförmig und können aus einem oder aus mehreren Bereichen eines Sporangiums hervorgehen.
Aus den Sporangien werden wie beim Chytridpilz bewegliche Zoosporen abgegeben, die bei einem Durchmesser von etwa 4 bis 5,5 Mikrometern annähernd kugelförmig sind. Ihre Oberfläche ist sehr unregelmäßig mit zahlreichen Fortsätzen. Darüber hinaus bildet Batrachochytrium salamandrivorans Dauersporen, die gegen Umwelteinflüsse resistent sind und über lange Zeit ungünstige Umweltbedingungen überdauern.
In vivo überwiegt die kolonienbildende Form der Thalli. Sie befinden sich in den Keratinozyten infizierter Schwanzlurche und haben Durchmesser zwischen etwa sieben und 17 Mikrometer.
Von dem Chytridpilz unterscheidet sich Batrachochytrium salamandrivorans insbesondere in vitro durch die Bildung von Keimschläuchen und in vivo durch die große Zahl kolonienbildender Thalli.
Die nebenstehende Aufnahme zeigt oben Batrachochytrium dendrobatidis in vitro, mit zahlreichen reifen Sporangien (schwarzer Pfeil), die Zoosporen enthalten, und leere Sporangien (weißer Pfeil). Batrachochytrium salamandrivorans (unten) zeichnet sich in der Kultur durch vorwiegend monozentrische Thalli (schwarzer Pfeil) aus, er hat wenige kolonienbildende Thalli (weißer Pfeil) und eingekapselte Zoosporen mit Keimschläuchen (Sterne).

## Verbreitung

### Typlokalität und Typwirt
Die Terra typica von Batrachochytrium salamandrivorans ist Bunderbos in den Niederlanden, ein Wald auf den östlichen Maasterrassen zwischen Elsloo (Gemeinde Stein) und Bunde, in der Provinz Limburg (50° 54′ 51″ N, 5° 44′ 59″ O). Der Typwirt ist der Feuersalamander (Salamandra salamandra).

### Ausbreitung in den Niederlanden und Belgien
Seit 2008 wurden an den von Feuersalamandern besiedelten Standorten der Niederlande offen herumliegende tote Feuersalamander aufgefunden, die Zahl der beobachteten Tiere ging stark zurück. 2011 kam es zu einem Zusammenbruch der Populationen, der Bestand ist um 96 Prozent zurückgegangen. Der Feuersalamander ist heute in den Niederlanden vom Aussterben bedroht.
In Belgien kam es 2013 bei Eupen zum ersten Ausbruch, dem ein weiterer 2014 bei Robertville folgte. Die betroffenen Populationen gingen um 95 Prozent zurück. 2016 wurden vier Feuersalamander, die nahe der französischen Grenze bei Dinant tot aufgefunden worden waren, positiv auf Batrachochytrium salamandrivorans getestet. Es konnte nicht geklärt werden, wie der Erreger die große Distanz von den Orten der vorangegangenen Ausbrüche überwunden hat.
Die Untersuchung von annähernd 2.000 Proben, die zwischen 2010 und 2016 von tot aufgefundenen oder eingefangenen Schwanzlurchen verschiedener Arten genommen wurden, offenbarte eine Ausbreitung des Erregers. An 14 von 55 beprobten Orten in Belgien, den Niederlanden und Deutschland, hier vorrangig in der Eifel, konnte Batrachochytrium salamandrivorans nachgewiesen werden. Das Verbreitungsgebiet umfasst damit mehr als 10.000 Quadratkilometer. Positive Befunde kamen nicht nur von Feuersalamandern, sondern auch von Teichmolchen und Bergmolchen. Bei Fadenmolchen, Nördlichen Kammmolchen und Alpen-Kammmolchen konnten zunächst keine infizierten Tiere nachgewiesen werden.

### Ausbreitung in Deutschland

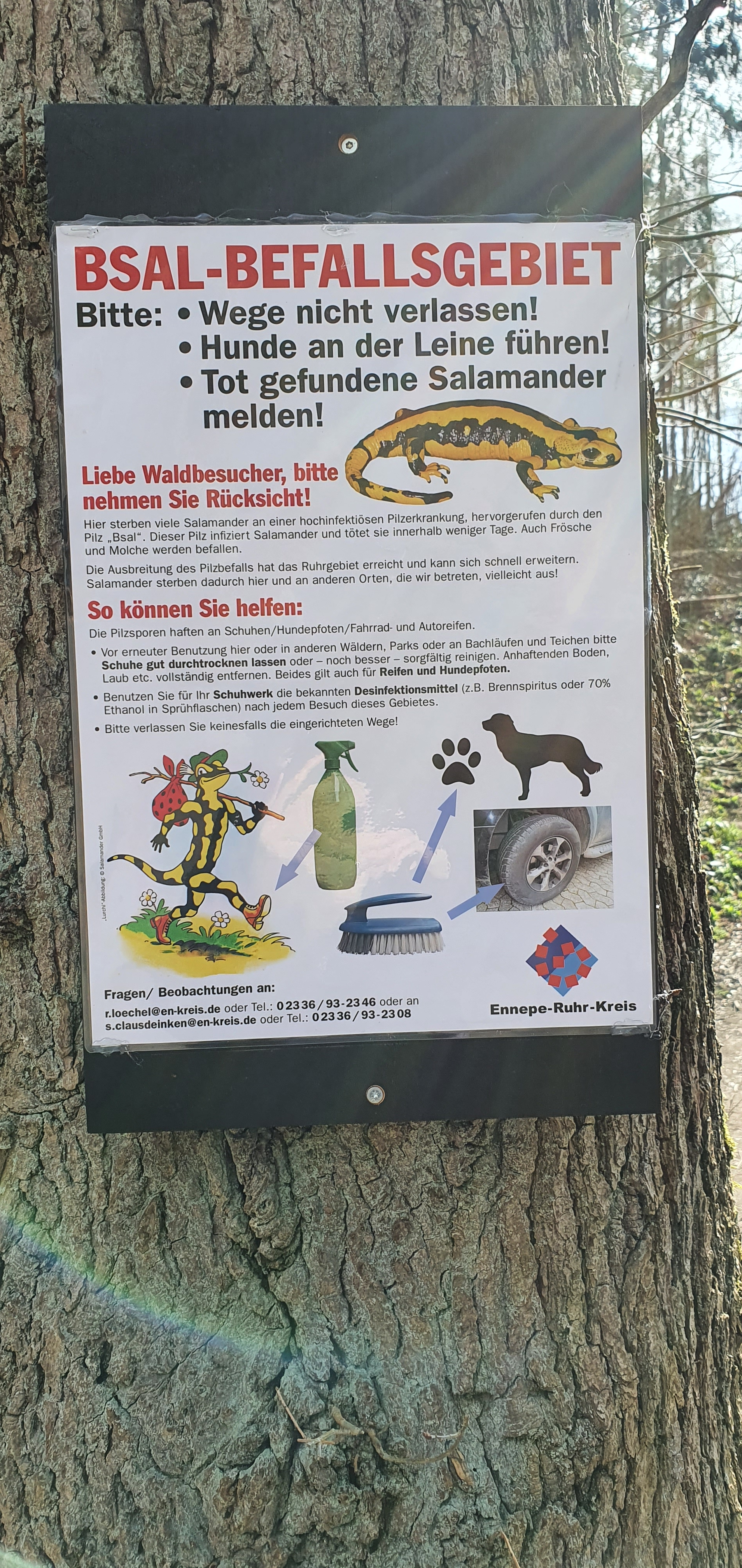
Hinweisschild im Naturschutzgebiet Hardenstein

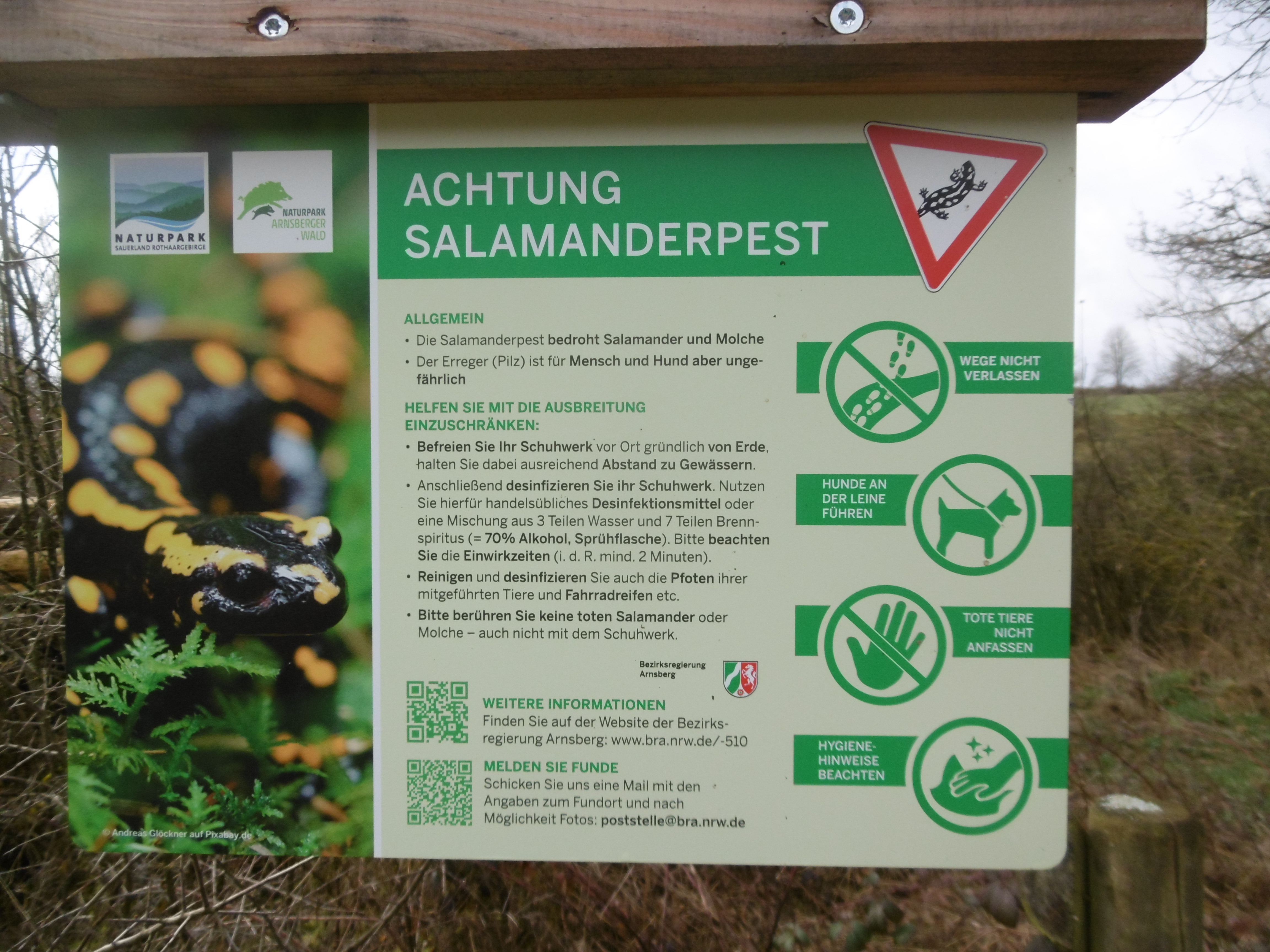
Hinweisschild im Landschaftsschutzgebiet Medebacher Süden: Talräume und Hangflächen um Berge und Dreislar

2004 wurden auf einem Waldweg in der Nähe des Vichtbachs bei Roetgen zwei tote Feuersalamander gefunden und in Formalin konserviert. Erst 2017 wurden beide Exemplare untersucht und Infektionen mit Batrachochytrium salamandrivorans nachgewiesen. Eine Beurteilung dieses Fundes vor dem Hintergrund der aktuellen Ausbreitung des Pilzes ist noch nicht erfolgt.
Da sich die Typlokalität weniger als zehn Kilometer von der deutsch-niederländischen Grenze entfernt befindet, war bereits zu einem frühen Zeitpunkt die Ausbreitung von Batrachochytrium salamandrivorans nach Deutschland erwartet worden. Noch 2014 wurden 186 Proben aus Nordrhein-Westfalen, aber auch aus Niedersachsen und Thüringen, negativ auf den Pilz getestet. 2015 wurde er erstmals bei Individuen von vier Orten der nördlichen Eifel nachgewiesen. 2017 gab es bereits Nachweise von zehn Standorten, an drei weiteren Orten waren große Salamander-Populationen bis auf wenige Exemplare erloschen. Der Erreger wurde nicht nur bei Feuersalamandern, sondern auch bei den anderen in der Nordeifel vorkommenden Schwanzlurchen nachgewiesen, Bergmolch, Fadenmolch, Teichmolch und Nördlicher Kammmolch. In der Südeifel ist bislang kein direkter Nachweis von Batrachochytrium salamandrivorans gelungen. Zahlreiche dort seit den 1990er Jahren bekannte Salamander-Populationen konnten allerdings nicht mehr vorgefunden werden.
2017 wurde bei Essen ein zweiter Ausbruch von Batrachochytrium salamandrivorans festgestellt. Wie der Erreger die Distanz vom Ort des ersten Ausbruchs – etwa 70 Kilometer – überwunden hat, ist auch in diesem Fall ungeklärt. Anfang 2018 kam es hier zu einem Massensterben von Feuersalamandern.

### Batrachochytrium salamandrivoransin Amphibienhaltungen
Der erste Nachweis von Batrachochytrium salamandrivorans in Deutschland erfolgte in einer privaten Amphibien-Haltung. Der Halter hatte sich während der vergangenen 30 Jahre auf Salamanderhaltung spezialisiert und besaß zu diesem Zeitpunkt etwa 200 Individuen von Feuersalamander (Salamandra salamandra), Nordafrikanischem Feuersalamander (Salamandra algira), Korsischem Feuersalamander (Salamandra corsica) und Kleinasiatischem Feuersalamander (Salamandra infraimmaculata) mit ihren Unterarten. Nach vereinzelten unerklärlichen Todesfällen im Herbst 2014 kam es im Frühjahr 2015 zu einem Massensterben im Bestand, dem etwa die Hälfte der Tiere aller vier Arten zum Opfer fiel. Die erkrankten Individuen zeigten die typischen Symptome der Chytridiomykose und wurden positiv auf Batrachochytrium salamandrivorans getestet.
2015 waren von einem Amphibienzüchter im Vereinigten Königreich importierte Individuen dreier Arten von Schwanzlurchen an eine zoologische Sammlung abgegeben worden und dort in der Quarantäne verendet oder euthanasiert worden. Die betroffenen Tiere wurden ebenso positiv auf Batrachochytrium salamandrivorans getestet wie Individuen einer vierten Art bei diesem Züchter. Um welche Arten es sich handelte, wurde nicht veröffentlicht. Eine unter Beteiligung zahlreicher Amphibienhalter in den Vereinigten Staaten durchgeführte Untersuchung, bei der Wischproben privat gehaltener Schwanzlurche genommen und getestet wurden, erbrachte keinen positiven Befund. Daher wird angenommen, dass Batrachochytrium salamandrivorans allenfalls eine geringe Verbreitung in privaten Tierhaltungen der USA hat.

### Herkunft und Verbreitung durch den Amphibienhandel
Die molekulargenetische Untersuchung Tausender von Proben aus der Natur und aus zoologischen Sammlungen erbrachte eine Reihe von Funden, die zweifelsfrei als Batrachochytrium salamandrivorans identifiziert werden konnten. Alle positiven Befunde stammten aus Südostasien, namentlich Thailand, Vietnam und Japan, die infizierten Tiere zeigten keinerlei Krankheitssymptome. Wahrscheinlich ist Batrachochytrium salamandrivorans bereits seit etwa 30 Millionen Jahren in Südostasien verbreitet, die Amphibienfauna dieser Region hatte seither die Möglichkeit, sich dem Erreger anzupassen. Die Hypothese, der Erreger sei ein altes Element der asiatischen Pilzflora, wird durch seinen Nachweis bei einem mehr als 150 Jahre alten Museumsexemplar des in Japan heimischen Schwertschwanzmolches unterstützt.
Die Untersuchung freilebender Salamander in Vietnam führte zu der Feststellung, dass Batrachochytrium salamandrivorans in Vietnam weiter verbreitet und häufiger als der ebenfalls dort verbreitete Chytridpilz ist. Die vietnamesischen Stämme vertragen höhere Temperaturen als die in Europa gefundenen Pilze.
2017 wurden in Vietnam wildlebende Hubei-Rotbauchunken (Bombina microdeladigitora), eine mit der Chinesischen Riesenunke nahe verwandten und im Terrarienhandel ebenfalls sehr weit verbreiteten Art, auf das Vorhandensein von Pilzen der Gattung Batrachochytrium untersucht. Dabei wurden infizierte Unken vorgefunden, ihre Erregerlast war jedoch gering. Unter 36 Hubei-Rotbauchunken, die kurz zuvor als Vietnamesische Feuerbauchunken von einem deutschen Zoofachgeschäft importiert worden waren, konnte bei dreien eine Infektion nachgewiesen werden. Damit wurde Batrachochytrium salamandrivorans erstmals bei Lebendimporten im deutschen Zoofachhandel nachgewiesen. Sowohl die Nachweise in Vietnam als auch der Import von belasteten Amphibien legen eine Herkunft von Batrachochytrium salamandrivorans aus Vietnam nahe.
Felduntersuchungen an 36 Salamander-Arten von 51 Fundorten in Südchina erbrachten die Erkenntnis, dass Batrachochytrium salamandrivorans nicht nur geografisch, sondern auch in Bezug auf die Zahl infizierter Arten und betroffene Ökosysteme weit verbreitet ist. Da der chinesische Export von Amphibien jenen Vietnams um ein Vielfaches übersteigt, rückten die Ergebnisse der Untersuchungen erneut die Frage nach verbesserter Sicherheit im internationalen Amphibienhandel in den Vordergrund.

## Lebensweise

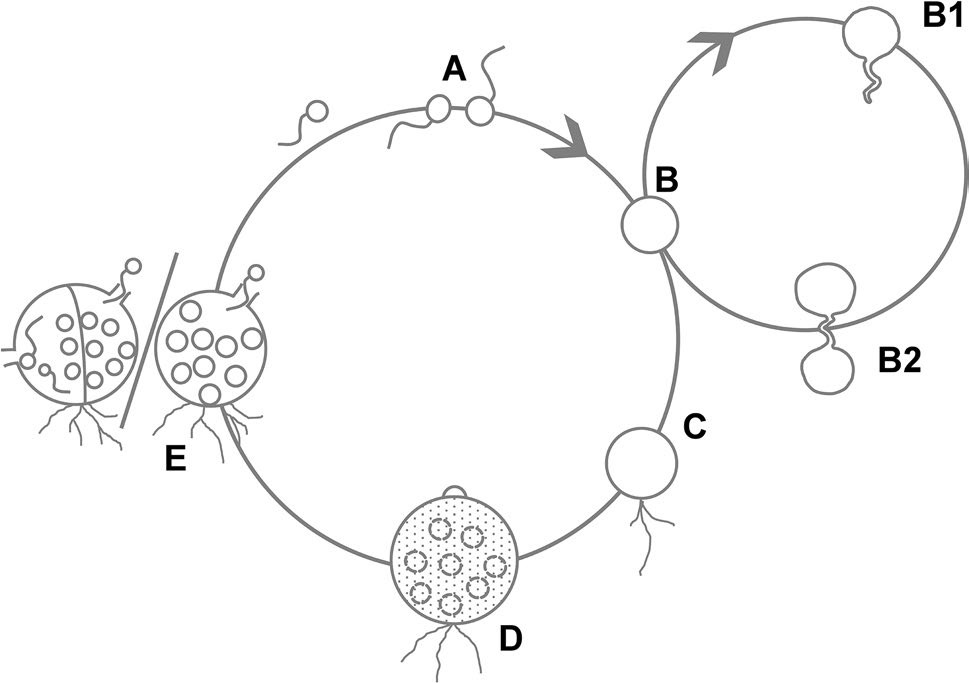
Lebenszyklus der Arten von Batrachochytrium in vitro

Das Bild zeigt die Lebenszyklen beider Arten von Batrachochytrium in vitro. Batrachochytrium dendrobatidis durchläuft nur die Entwicklungsstadien A–E, während bei Batrachochytrium salamandrivorans zusätzlich die Sporenstadien B1-B2 vorkommen: (A) begeißelte bewegliche Zoospore; (B) eingekapselte Zoospore; (B1) Zoospore in der Entwicklung; (B2) Übertragung des Zelleninhalts in einen neuen Thallus; (C) Zoospore mit Rhizoid; (D) unreifes Sporangium; (E) ein reifes monozentrisches Sporangium entlässt Zoosporen durch einen einzigen Schlauch (rechts), ein kolonienbildender Thallus mit mehreren Sporangien, jedes mit eigenem Schlauch (links).
Batrachochytrium salamandrivorans zeigt im Labor ein optimales Wachstum zwischen 10 und 15 °C. Ein Wachstum findet noch bei Temperaturen von nur 5 °C statt, bei Temperaturen von mehr als 24 °C wird das Wachstum eingestellt und nach fünf Tagen bei 25 °C kommt es zum Absterben. Damit hat der Pilz im Vergleich zu seinem nächsten Verwandten, dem Chytridpilz, eine deutlich niedrigere bevorzugte Temperatur.
Die Fähigkeit, im Unterschied zum Chytridpilz bewegliche Zoosporen zu erzeugen, die monatelang in der Natur überleben können, war Anlass zu großer Sorge unter Naturschützern. Neueste Untersuchungen haben ergeben, dass Batrachochytrium salamandrivorans nur eine geringe Fähigkeit besitzt, sich ohne geeignete Vektoren auszubreiten. Die Entdeckung einer gesunden Population von Feuersalamandern in den Niederlanden, nur 800 Meter vom Ort des ersten Ausbruchs entfernt, weckte die Hoffnung, durch Quarantänemaßnahmen einer Ausbreitung des Erregers entgegentreten zu können. Als mögliche Übertragungswege werden neben infizierten Tieren auch menschliche Aktivitäten betrachtet, die beispielsweise in der Verbreitung von Sporen mit ungenügend desinfizierter Ausrüstung oder Schuhwerk bestehen kann.
In Laborversuchen, mit denen festgestellt werden sollte, welche Arten von Amphibien durch Batrachochytrium salamandrivorans gefährdet sind, wurden 41 von 44 untersuchten Arten der Familien Salamandridae und Plethodontidae befallen und starben rasch. Weitere Untersuchungen führten zu der Erkenntnis, dass der Pilz die Haut von Schwanzlurchen leichter als die von Froschlurchen besiedeln kann. Wirte, die Krankheitssymptome entwickeln, sind nach heutigem Kenntnisstand ausschließlich Schwanzlurche gemäßigter Zonen. Froschlurche können infiziert werden und Pilzsporen verbreiten, erkranken aber selbst nicht.

## Systematik
Batrachochytrium salamandrivorans bildet mit dem nahe verwandten Chytridpilz (Batrachochytrium dendrobatidis) eine Klade. Die Aufspaltung in eigenständige Arten hat wahrscheinlich bereits in der späten Kreide oder dem frühen Paläogen vor etwa 67 Millionen Jahren stattgefunden.

### Erstbeschreibung
Die Erstbeschreibung erfolgte durch An Martel, Mark Blooi und Frank Pasmans von der Universität Gent und Franky Bossuyt von der Vrije Universiteit Brussel. Ihre gemeinsam mit sieben weiteren Autoren von verschiedenen europäischen Hochschulen und Institutionen verfasste Publikation erschien im September 2013 in der US-amerikanischen Fachzeitschrift Proceedings of the National Academy of Sciences.

### Typmaterial
Der Holotypus von Batrachocytrius salamandrivorans wird als Präparat AMFP13/1 von der Universität Gent in Flüssigstickstoff aufbewahrt.

### Etymologie
Der Gattungsname Batrachochytrium ist aus den altgriechischen Wörtern βᾰ́τρᾰχος (deutsch: Frosch) und χυτρίδιον (deutsch: kleiner Topf) gebildet worden. Er verweist im ersten Teil auf die vom ersten beschriebenen Chytridpilz befallenen Wirte und im zweiten Teil auf seine äußere Gestalt.
Der Artname bezieht sich auf die bekannten Wirte, Schwanzlurche oder Salamander (altgriechisch: σαλαμάνδρα). Das lateinische Suffix -vorans bedeutet essend, fressend, verzehrend.

## Batrachochytrium salamandrivoransals Erreger der Chytridiomykose

### Entdeckung

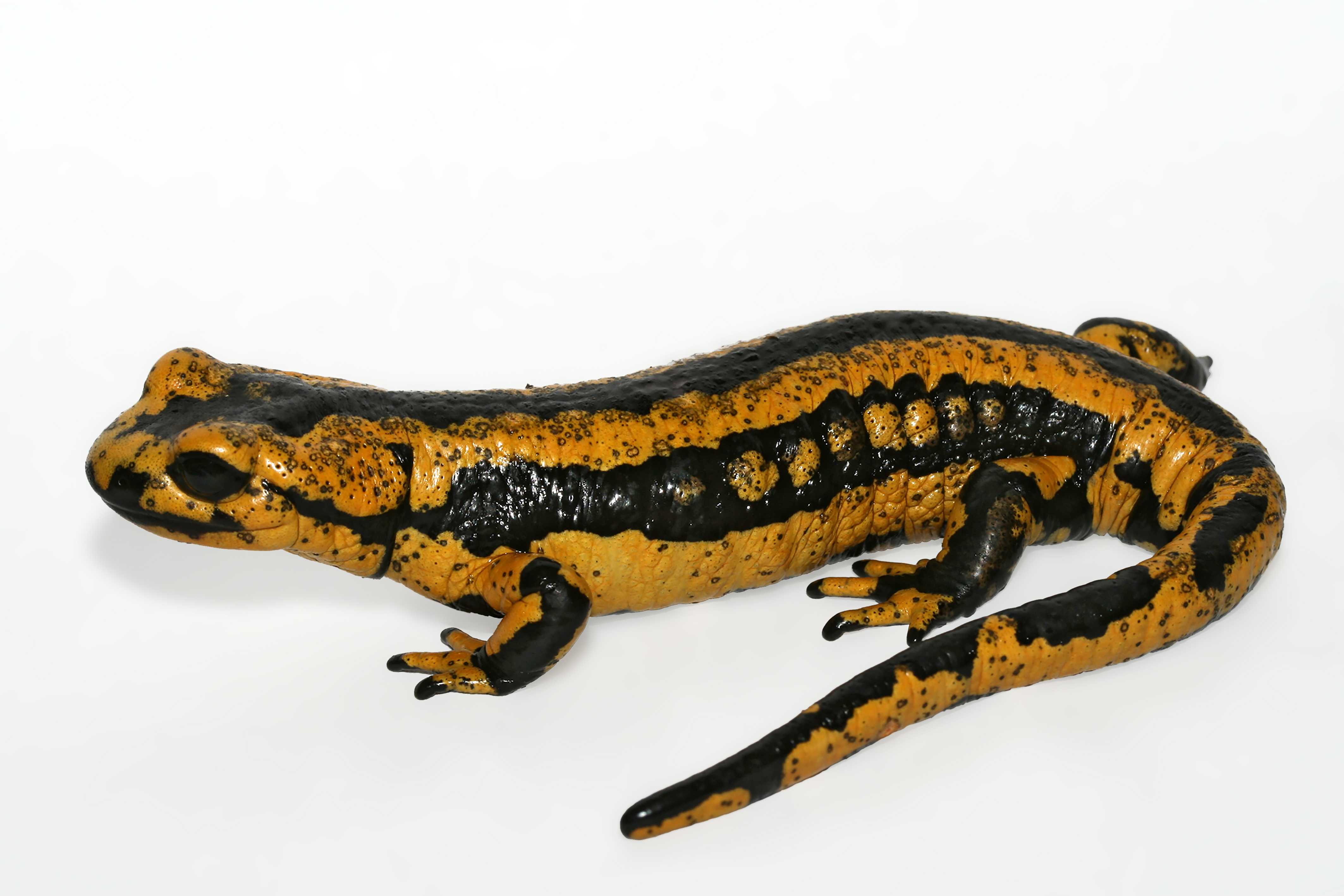
Feuersalamander mit Hautgeschwüren, verursacht durch Batrachochytrium salamandrivorans

Zwischen 2010 und 2013 nahm die Population von Feuersalamandern in den Niederlanden um 96 Prozent ab. In den betroffenen Gebieten wurden tote Feuersalamander gefunden. Im Rahmen eines Programms zur Bewahrung der niederländischen Feuersalamander vor dem Aussterben wurden 39 Tiere eingefangen, um mit ihnen eine Erhaltungszucht aufzubauen. Zwischen November und Dezember 2012 starb die Hälfte dieser Tiere. Ihre Untersuchung auf bekannte Krankheitserreger der Amphibien, insbesondere Batrachochytrium dendrobatidis, erbrachte keine positiven Befunde. In den Hautläsionen der toten Salamander konnte jedoch ein bislang unbekannter Pilz nachgewiesen werden.
Eine phylogenetische Untersuchung unter Einbeziehung anderer Chytridiomyzeten erbrachte die Erkenntnis, dass der neue Erreger ein naher Verwandter des Chytridpilzes ist und mit ihm eine Klade bildet. Er weist gegenüber diesem deutliche genetische Unterschiede auf, während bislang untersuchte Chytridpilze nur eine geringe genetische Variabilität aufweisen. Daher war die Beschreibung einer neuen Art gerechtfertigt.

### Pathogenität
Batrachochytrium salamandrivorans ist für mehrere Arten von Schwanzlurchen hochansteckend. Geschlechtsreife Individuen, die nach dem Zusammenbruch einer Population zu einer Bestandserholung beitragen könnten, fallen überproportional häufig der Krankheit zum Opfer. Das wird damit begründet, dass adulte Individuen häufiger als juvenile miteinander interagieren, und dass weibliche Tiere zur Fortpflanzung stets an denselben möglicherweise kontaminierten Ort zurückkehren. Darüber hinaus verlaufen Erkrankungen bei einer geringen Erregerlast oder bei ungünstigen niedrigen Temperaturen lediglich langsamer, sie enden dennoch stets tödlich.
Das Infektionsgeschehen ist dadurch gekennzeichnet, dass der Befall einer Population innerhalb kürzester Zeit zu ihrem fast vollständigen Erlöschen führt. Eine bei anderen Infektionskrankheiten zu beobachtende Bestandserholung nach einem Seuchenzug bleibt aus, weil eine überwundene Infektion bei den Überlebenden keine Immunität gegen neue Infektionen hinterlässt.
Die Dauersporen von Batrachochytrium salamandrivorans können lange Zeit in Wasser und Boden überleben. Eine Infektion ist hochansteckend und Arten von Amphibien, die keine oder nur schwache Krankheitssymptome entwickeln, können als Reservoir für den Erreger fungieren und zu seiner Verbreitung beitragen.

### Krankheitsbild

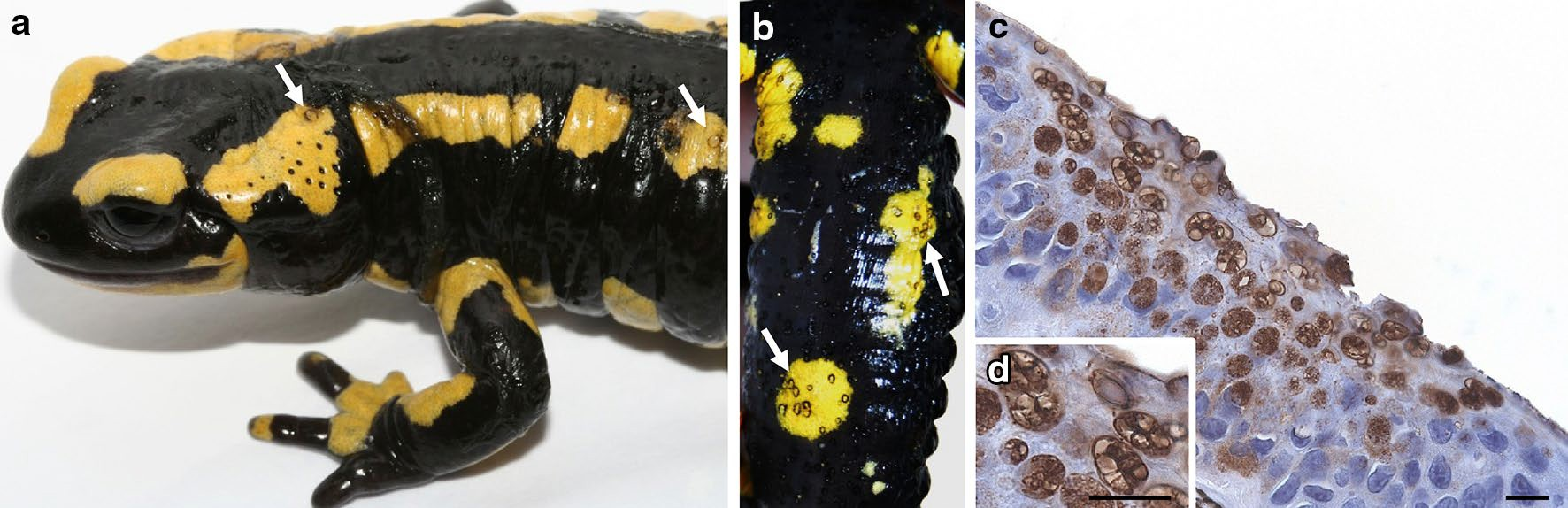
Klinisches Bild und Pathologie einer Infektion mit Batrachochytrium salamandrivorans.
a) Feuersalamander (Salamandra salamandra), bei einem Ausbruch in Robertville, Belgien, mit mehreren Geschwüren (weiße Pfeile) und ausgeprägten Hautläsionen (schwarze Punkte auf gelber Haut);
b) ausgedehnte Geschwüre (weiße Pfeile) auf der Bauchseite eines infizierten Feuersalamanders;
c) der Hautquerschnitt durch ein Geschwür zeigt zahlreiche kolonienbildende Thalli in allen Hautschichten; immunohistochemische Färbung mit polyklonalen Antikörpern für Batrachochytrium dendrobatidis, Maßstab 10 μm;
d) Vergrößerung der intrazellulären Thalli aus Bild c), Maßstab 10 μm.

Im Labor führt eine Infektion von Feuersalamandern mit Batrachochytrium salamandrivorans zu großflächigen Hautläsionen und tiefen, über den ganzen Körper verteilten Geschwüren. Innerhalb von zwölf bis 18 Tagen nach der Infektion oder etwa sieben Tagen nach den ersten Symptomen kommt es nach einer ein- bis zweitägigen Phase von Anorexie, Apathie und Ataxie zum Tod der Tiere.
Mit der Bildung von Geschwüren unterscheiden sich Infektionen mit Batrachochytrium salamandrivorans deutlich von jenen mit dem Chytridpilz, der bei infizierten Froschlurchen Hyperplasie und Hyperkeratose hervorruft.
Die an den Rändern der Läsionen nachzuweisenden befallenen Keratinozyten sind nekrotisch und enthalten in der Mitte einen Thallus, der meistens unterteilt ist und mehrere Sporangien enthält. Die Geschwüre sind oberflächlich mit Bakterien besiedelt.
Während eine Infektion bei Feuersalamandern ausnahmslos tödlich verläuft, konnte die experimentelle Infektion von Geburtshelferkröten keine Symptome hervorrufen. Die infizierten Kröten konnten allerdings noch nach Wochen Erreger auf Feuersalamander übertragen. Bei Bergmolchen hing der Krankheitsverlauf von der Dosis der Erreger bei der Infektion ab. Eine hohe Dosis führte zu einer Erkrankung und binnen weniger Wochen zum Tod. Nach dem Verabreichen einer geringen Dosis von Erregern traten keine Symptome auf, aber die Molche gaben über Monate hinweg Erreger an die Umwelt ab. Die Bergmolche entwickeln keine Immunität und sind gegenüber wiederholten Infektionen empfänglich.

### Diagnose

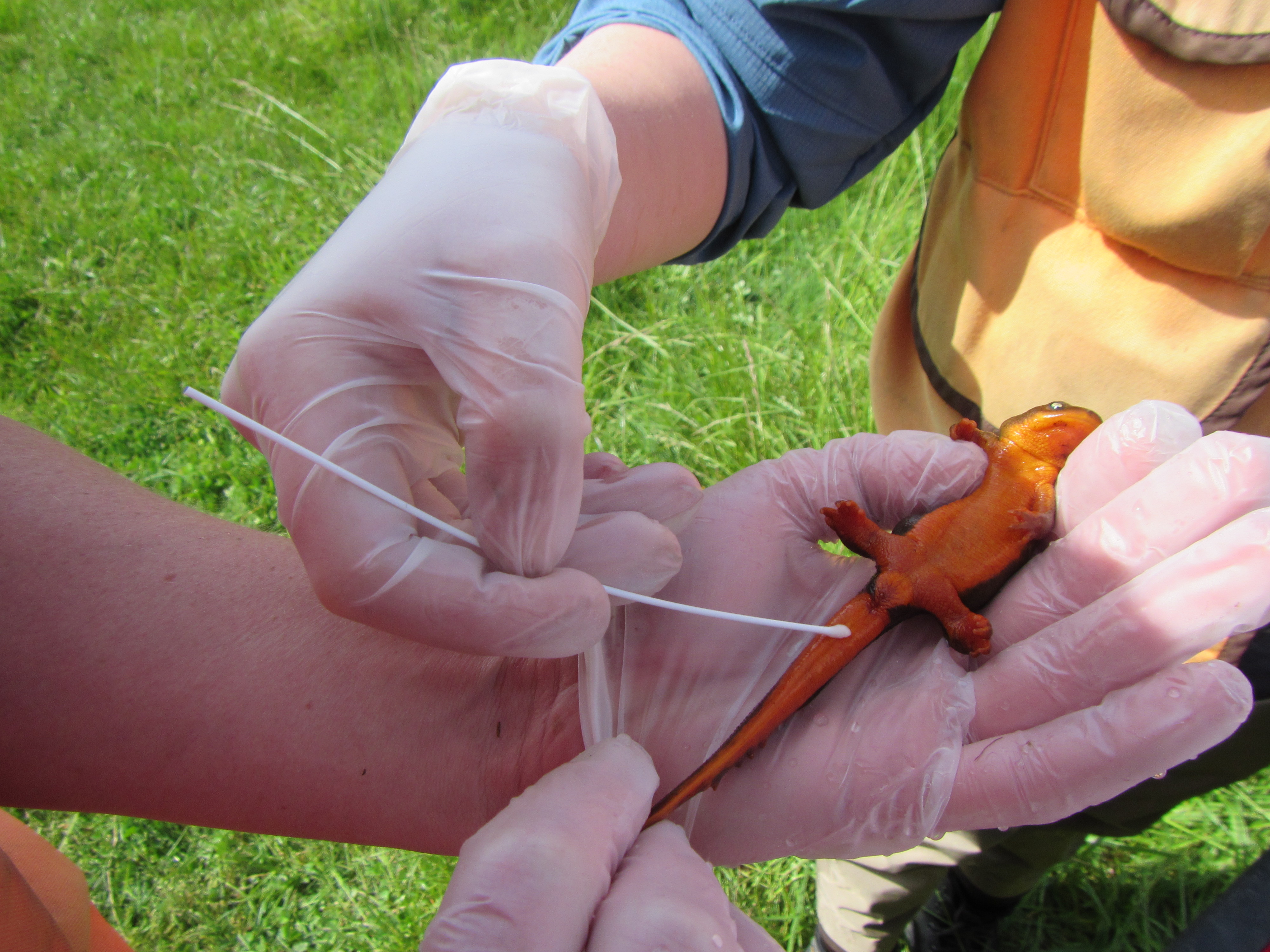
Entnahme einer Probe von Hautzellen zur Untersuchung auf Batrachochytrium salamandrivorans, Portland, Oregon, 2016

Ein sicherer Nachweis einer Infektion mit Batrachochytrium salamandrivorans ist nur durch eine molekulargenetische Untersuchung möglich. Hierzu wurde frühzeitig ein Primerpaar entwickelt, mit dem in einer Polymerase-Kettenreaktion artspezifisch die DNA des Erregers vervielfältigt wird. Die Anwendung der Primer führte zur Identifizierung des Erregers in allen tot aufgefundenen oder im Labor infizierten Salamandern, während sicher gesunde Salamander und Geburtshelferkröten keine positiven Resultate lieferten. Die Untersuchung im Jahr 2010 genommener Proben von 33 Salamandern aus der Population der Typlokalität ergab 13 positive Testergebnisse, während 55 Proben einer gesunden Population in Belgien keinen Fund erbrachten.
Mittlerweile existiert ein Duplex-qPCR-Test, der die DNA sowohl von Batrachochytrium salamandrivorans als auch des Chytridpilzes nachweist und in großem Umfang bei der Kontrolle gefährdeter Amphibienpopulationen auf Infektionen eingesetzt wird. Die Probenahme kann durch Hautabstriche am lebenden Tier erfolgen. Der Duplex-Test liefert eine zuverlässige Identifizierung des Erregers und kann auch bei Mischinfektionen eingesetzt werden. Da molekulargenetische Untersuchungsmethoden bei älteren Sammlungsexemplaren in Formalin wegen der beschädigten oder zerstörten DNA des Sammlungsmaterials nicht eingesetzt werden können, findet in diesen Fällen ein ELISA Anwendung. Eine Einschränkung aller Testmethoden ist die Latenzzeit nach der Infektion, die mehrere Wochen betragen kann und während der Proben von infizierten Tieren keine positiven Resultate liefern.

### Therapie
Eine Behandlung infizierter Schwanzlurche kann nur in Tierhaltungen durchgeführt werden. Terbinafin hat bei Batrachochytrium salamandrivorans mit 0,2 μg/ml eine deutlich niedrigere Minimale Hemm-Konzentration als beim Chytridpilz mit 6 μg/ml. Bei Froschlurchen, die mit dem Chytridpilz infiziert sind, hat sich gezeigt, dass einige Arten auf eine Therapie mit Terbinafin nicht ansprechen, da ihre Hautstruktur verhindert, dass der Pilz einer therapeutisch wirksamen Konzentration des Antimykotikums ausgesetzt wird.
Infizierte Salamander aus Tierhaltungen oder aus der Natur konnten durch die Haltung bei einer Temperatur von mehr als 25 °C über einen Zeitraum von mindestens zehn Tagen geheilt werden. Eine Kombination der Wirkstoffe Voriconazol und Polymyxin E hat sich bei gleichzeitig erhöhter Haltungstemperatur ebenfalls als wirksam erwiesen.

## Bedrohung der Biodiversität
Die Infektionskrankheit Chytridiomykose gilt als die wichtigste Ursache des seit wenigen Jahrzehnten beobachteten globalen Rückgangs der Amphibienpopulationen und des Aussterbens von Froschlurchen. Betroffen sind mehr als 200 Arten. Damit ist die Chytridiomykose die weltweit größte bekannte Bedrohung der Biodiversität durch eine Infektionskrankheit. Bislang wurde angenommen, dass sie nur von dem Chytridpilz (Batrachochytrium dendrobatidis) verursacht wird, der vorwiegend Froschlurche, aber auch Schwanzlurche und Schleichenlurche, befällt. Auf diesen Erreger konnten jedoch nicht alle Bestandsrückgänge von Amphibien zurückgeführt werden.
Mit der Entdeckung von Batrachochytrium salamandrivorans ist ein zweiter Erreger der Chytridiomykose identifiziert worden, der wie der Chytridpilz tödlich verlaufende Hautinfektionen bei Amphibien verursacht, hochansteckend ist, und ganze Populationen binnen kürzester Zeit zum Erlöschen bringen kann.
Ökologen haben das Auftauchen und die befürchtete rasche Ausbreitung von Batrachochytrium salamandrivorans in den ohnehin bestandsgefährdeten Populationen westeuropäischer Schwanzlurche, die einem Befall mit dem Erreger keine Immunität entgegensetzen können, als den perfekten Sturm bezeichnet. Es besteht die Sorge, dass zahlreiche Populationen in ganz Europa ausgelöscht werden.
Gegen die Ausbreitung von Batrachochytrium salamandrivorans sind keine Gegenmittel bekannt, befallene Populationen von Schwanzlurchen müssen als verloren betrachtet werden. Gegenwärtig wird an der Einrichtung eines europäischen Warnsystems gearbeitet, mit dem die Ausbreitung des Erregers verfolgt werden soll. Ein Programm zur Rettung bedrohter Populationen ex situ ist in der Entwicklung. In den Niederlanden wurden bereits mehr als 100 Feuersalamander aus der Natur entnommen und in ein Erhaltungszuchtprogramm überführt. Für Europa besteht lediglich die Hoffnung, dass sich innerhalb der für Infektionen besonders empfänglichen Arten der Gattungen Salamandra, Euproctus, Neurergus, Pleurodeles und bei Lissotriton italicus mit der Zeit ein ausgewogenes Verhältnis zwischen Erregern und Wirten einstellt.
Das Auftauchen von Batrachochytrium salamandrivorans in Westeuropa hat auch in anderen Regionen zur Besorgnis Anlass gegeben. Wo Batrachochytrium salamandrivorans noch nicht vorkommt, ist die Verhinderung seiner Einführung das Ziel des Artenschutzes. Als besonders bedrohlich wird die Lage in den USA empfunden. Die Ostküstenstaaten der USA haben die weltweit größte Diversität von Salamandern und auch an der Pazifikküste und in Mexiko leben zahlreiche endemische Arten.
Die Aggressivität des Erregers, seine Fähigkeit, in Form von Dauersporen über lange Distanzen verbreitet zu werden, und das Vorkommen in Terrarienhaltungen und im Zoofachhandel haben dazu geführt, dass der amerikanische United States Fish and Wildlife Service im Januar 2016 den Import von 201 Arten von Salamandern in die USA verboten hat. Auch in Kanada und der Schweiz wurden bereits Einfuhrverbote für Schwanzlurche aus Asien erlassen. Die Europäische Union, in die zwischen 2005 und 2015 hochgerechnet etwa 620.000 Schwanzlurche legal eingeführt wurden, erwägt ebenfalls ein Importverbot.